# M-Vロケット
M-Vロケット（ミューファイブロケット、ラテン文字のMにローマ数字由来のV）は、文部省宇宙科学研究所（ISAS）と、その後継機関の独立行政法人宇宙航空研究開発機構（JAXA）傘下の宇宙科学研究所が日産自動車宇宙航空事業部（現・IHIエアロスペース）と共同で開発し、ISASが運用していた、人工衛星や惑星探査機打上げ用の3段式の全段固体燃料ロケット。

## 概要
M-Vロケットはミューロケットシリーズの第2期計画であるABSOLUTE計画の第2段階であり、第1段階のM-3SIIロケットで打ち上げられたさきがけやすいせいによる彗星探査以降、惑星探査の機運が高まったことに伴い提案されたものである。政策としては1989年6月改訂の宇宙開発政策大綱において宇宙科学研究の一層の推進と全段固体ロケット技術の最適な維持発展、内之浦宇宙空間観測所の有効利用を目的として位置付けられ、1990年から開発がはじまった。開発開始以前からM-Vと呼ばれており、第1段に尾翼をもつ点が異なるが、それ以外の設計は完成型とほぼ同じであった。
1995年に内之浦宇宙空間観測所から最初の打ち上げを予定していたが、モーターケースの素材として採用された高張力鋼HT-230の水素脆性に関する問題が1992年5月に発見され、材料の選定からやり直す必要があったために完成が2年遅れることとなった。先任のM-3SIIロケットは1995年に運用終了となっていた為、打ち上げ予定が大幅にずれ、火星探査機のぞみはこの影響を最も受けてしまった。
1号機の成功以降、4号機の失敗（後述）以外の打ち上げ実験は全て成功裡に行われ、7機打ち上げ6機成功という結果を残したが、2006年7月26日、M-Vロケットの廃止の決定が下された。2006年9月23日のSOLAR-Bの打ち上げを最後に現役を退き、糸川英夫博士のペンシルロケットに起源を持つ、完全国産固体燃料ロケットであるミューシリーズの最終機種となった。
ミューシリーズで培われた様々な固体燃料系技術は、H-IIA/H-IIBの固体ロケットブースターSRB-Aや、小型科学衛星シリーズの打ち上げで宇宙科学研究所が中心的に利用する予定のイプシロンロケットなどに活用され、その他の技術は多くの国産ロケットに継承される事になる。

## 特徴

### 各段の構造と制御

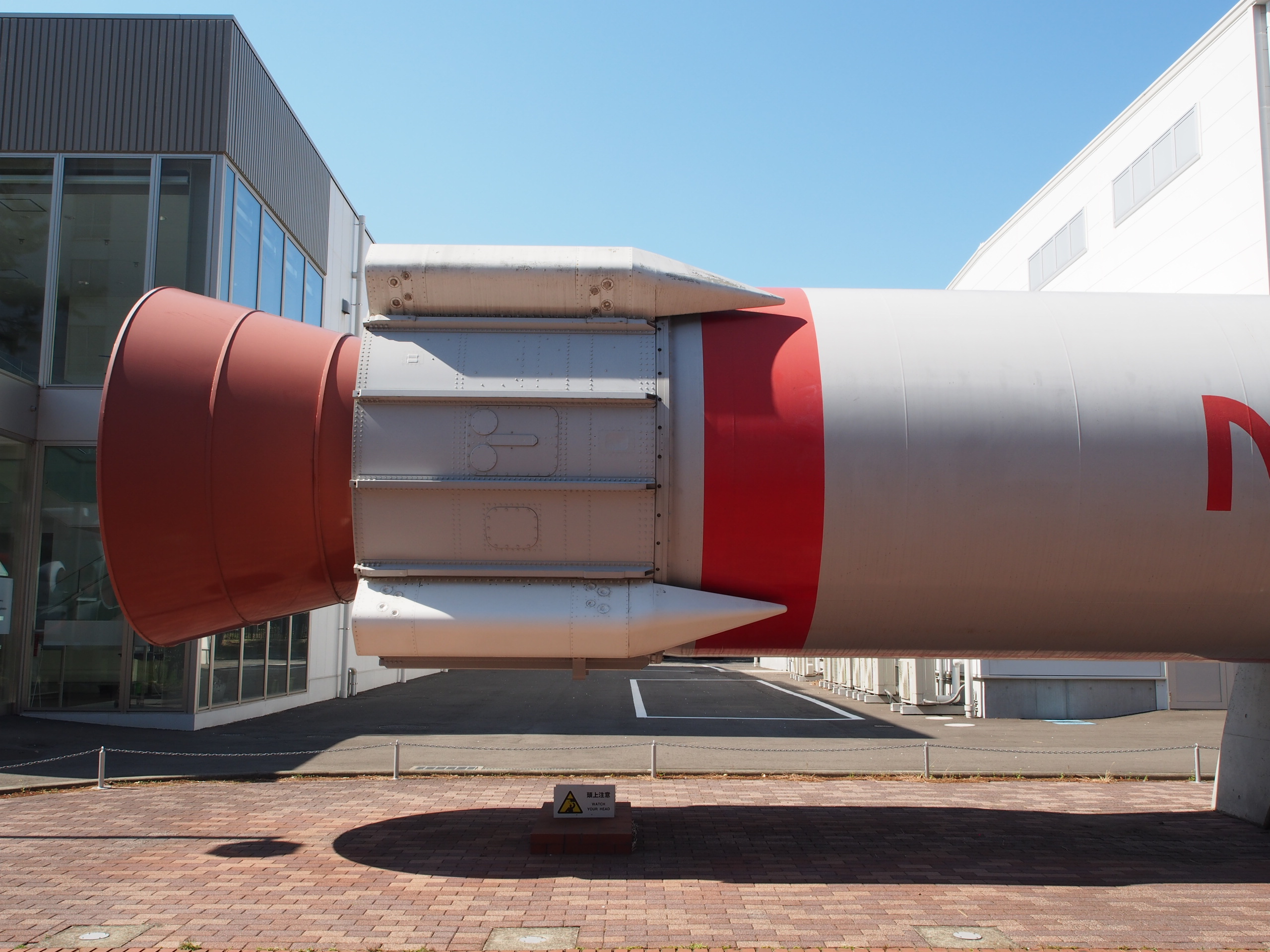
第1段のノズル周辺

一段目のM-14は内面燃焼の固体燃料ロケットを高張力鋼（HT-230M）のモーターケース（液体ロケットのエンジンに相当）に納めており、姿勢制御は可動ノズルによる推力偏向制御（Movable Nozzle Thrust Vector Control、MNTVC）によって行われる。一般にMNTVCはジンバルに接続された燃焼室の向きを変えることで行われるが、M-Vでは柔軟な素材（ゴムと金属の多層構造）で製作されたノズルの形を変形させることで行われる。二段目のM-24も高張力鋼のモーターケースを持つが、姿勢制御はノズル内部への液体(過塩素酸ナトリウム)噴射による推力方向制御（Liquid Injection Thrust Vector Control、LITVC）が採用されている。三段目のM-34ではモーターケースの素材として炭素繊維強化プラスチック（CFRP）が採用されている。オプションで4段目にキックモーターを搭載することも可能であり、その場合には月遷移軌道や太陽周回軌道に500kgの探査機を打ち上げることが可能となる。キックモーターKM-V1のモーターケースの素材も炭素繊維強化プラスチック（CFRP）である。
またM-34とKM-V1では全長を短縮するために、ロケット収納時には折り畳まれ分離後に全長が伸びる伸展ノズルが採用された。この伸展ノズルはM-3SIIロケット4号機のキックモーターではじめて実用化されたものである。M-34の姿勢制御にはMNTVC、KM-V1にはスピン安定が採用されている。

### 斜め打ち上げ

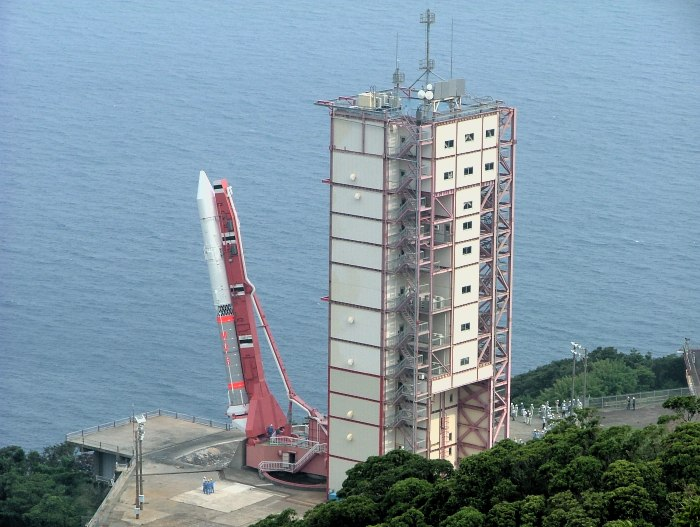
斜めにセットされたM-Vロケット6号機（打ち上げ前の試験にて）

近年開発された大型ロケットには珍しく、海側に傾けたレールランチャーにより斜めに発射される。M-3SIIまでは重力ターン方式による飛行マニューバのため、斜め打ち上げは必須であったが、誘導機能が強化されたM-Vの場合は垂直に打ち上げても衛星軌道投入は可能である。しかし、M-Vが従来通り斜め打ち上げであるのは、ロケットの打ち上げに失敗した場合、いち早く海側に投げ落とすことで発射台の被害を最小限に抑えるためである。

### 世界最大級と弊害
全備重量139トンというM-Vロケットの大きさは、同じ三段式固体燃料ロケットを採用したアメリカ空軍のICBMであるLGM-118ピースキーパー（88.5トン）や同型モーターを採用したロッキード・マーティン社のアテナ II ロケット（120.7トン）、ロシアのSLBMであるR-39（90トン）をしのぎ、世界最大級の固体燃料ロケットとなっている。ただしブースターも含めればスペースシャトル固体燃料補助ロケットと、その派生型のアレスIの一段目が世界最大の固体燃料ロケットである。
しかし、M-Vは大量に作られるこれらのミサイルや多くの商業ロケットとは異なり、1機1機が衛星・探査機に合わせて組み立てられた特注品であり、積荷にあわせた仕様に調整することができるが、その分高価であることが弱点である。また、そのランチャーは発射時の噴進反射波がロケット側に直接跳ね返る構造であるため、発射時に大きな震動が加わり、衛星に損傷を与えかねない危険もはらんでいた。衛星搭載環境や、衝撃波を逃がす煙道の整った射場環境は、次期ロケットイプシロンでの重要な改良事項となった。イプシロンロケット#衛星搭載環境の緩和を参照。

## 仕様

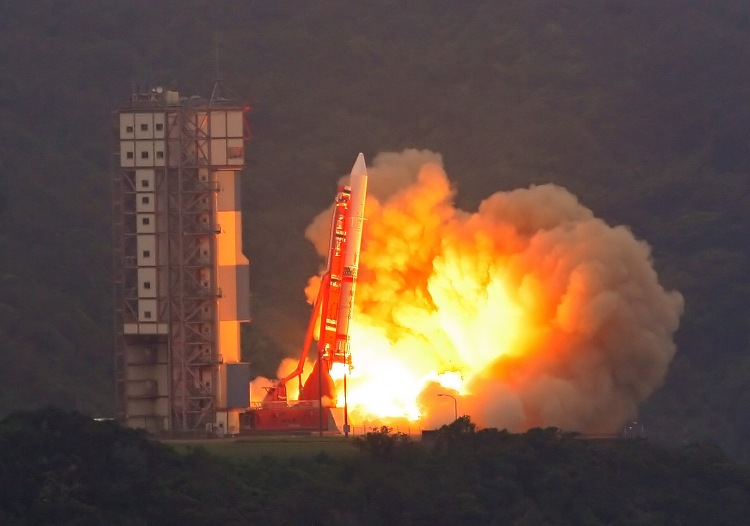
6号機の打上げ

M-Vロケットは衛星毎にカスタマイズされているため統一的な仕様が存在しない。代表例として1号機及び5号機の仕様を記す。（1号機/5号機）
括弧内は参考としてM-3SIIロケットのもの。
- 全長: 30.7/30.8 m（27.8m）
- 直径: 2.5/2.5 m（1.41m）
- 重量: 139/140.4 t（61t）
- 低軌道への打ち上げ能力（ペイロード）: 1,800/1,850 kg[注 3][7]（770kg）

### 主要諸元一覧
|                      | 段数(Stage)    | 第1段                                                 | 第2段                                                 | 第3段                                                 | キックステージ                                        |
| -------------------- | -------------- | ----------------------------------------------------- | ----------------------------------------------------- | ----------------------------------------------------- | ----------------------------------------------------- |
| 諸元                 | 全長           | 30.7m                                                 | 17.1m                                                 | 9.7m                                                  | 6.0m                                                  |
| 諸元                 | 代表径         | 2.5m                                                  | 2.5m                                                  | 2.2m                                                  | 1.2m                                                  |
| 諸元                 | 各段点火時質量 | 139t                                                  | 52t                                                   | 14t                                                   | 2.4t                                                  |
| 固体 ロケット モータ | モータ名称     | M-14                                                  | M-24                                                  | M-34a                                                 | KM-V1                                                 |
| 固体 ロケット モータ | 全長           | 14.46m                                                | 6.35m                                                 | 3.45m/4.13m (収納時/伸展時)                           | 1.57m/1.97m (収納時/伸展時)                           |
| 固体 ロケット モータ | 代表径         | 2.5m                                                  | 2.5m                                                  | 2.2m                                                  | 1.2m                                                  |
| 固体 ロケット モータ | ケース材料     | HT-230M HT-150                                        | HT-230M HT-150                                        | CFRP （FW）                                           | CFRP （FW）                                           |
| 固体 ロケット モータ | 推進薬         | BP-204J                                               | BP-204J                                               | BP-205J                                               | BP-205J                                               |
| 固体 ロケット モータ | モータ質量     | 80.7t                                                 | 33.6t                                                 | 10.9t                                                 | 1.57t                                                 |
| 固体 ロケット モータ | 推進薬重量     | 70t                                                   | 30t                                                   | 10t                                                   | 1.37t                                                 |
| 固体 ロケット モータ | 真空比推力     | 278sec                                                | 293sec                                                | 301sec                                                | 298sec                                                |
| 固体 ロケット モータ | 平均真空推力   | 4214kN                                                | 1372kN                                                | 294kN                                                 | 58.8kN                                                |
| 固体 ロケット モータ | 有効燃焼時間   | 45sec                                                 | 63sec                                                 | 101sec                                                | 68sec                                                 |
| -                    | 誘導方式       | ストラップダウン方式光ファイバージャイロ/電波誘導方式 | ストラップダウン方式光ファイバージャイロ/電波誘導方式 | ストラップダウン方式光ファイバージャイロ/電波誘導方式 | ストラップダウン方式光ファイバージャイロ/電波誘導方式 |
| 制御システム         | ピッチ・ヨー   | 可動ノズル                                            | 2次液噴射                                             | 可動ノズル                                            |                                                       |
| 制御システム         | ロール         | 小型固体ロケットモータ                                | 小型固体ロケットモータ                                | サイドジェット                                        |                                                       |

|                      | 段数(Stage)    | 第1段                                                 | 第2段                                                 | 第3段                                                 | キックステージ                                        |
| -------------------- | -------------- | ----------------------------------------------------- | ----------------------------------------------------- | ----------------------------------------------------- | ----------------------------------------------------- |
| 諸元                 | 全長           | 30.8m                                                 | 17.2m                                                 | 8.6m                                                  | 4.6m                                                  |
| 諸元                 | 代表径         | 2.5m                                                  | 2.5m                                                  | 2.2m                                                  | 1.4m                                                  |
| 諸元                 | 各段点火時質量 | 85t                                                   | 39t                                                   | 16t                                                   | 3.3t                                                  |
| 固体 ロケット モータ | モータ名称     | M-14                                                  | M-25                                                  | M-34b                                                 | KM-V2                                                 |
| 固体 ロケット モータ | 全長           | 13.73m                                                | 6.61m                                                 | 3.61m/4.29m (収納時/伸展時)                           | 1.87m/2.30m (収納時/伸展時)                           |
| 固体 ロケット モータ | 代表径         | 2.5m                                                  | 2.5m                                                  | 2.2m                                                  | 1.4m                                                  |
| 固体 ロケット モータ | ケース材料     | HT-230M HT-150                                        | CFRP （FW）                                           | CFRP （FW）                                           | CFRP （FW）                                           |
| 固体 ロケット モータ | 推進薬         | BP-204J                                               | BP-208J                                               | BP-205J                                               | BP-205J                                               |
| 固体 ロケット モータ | モータ質量     | 83t                                                   | 37t                                                   | 12t                                                   | 2.7t                                                  |
| 固体 ロケット モータ | 推進薬重量     | 72t                                                   | 33t                                                   | 11t                                                   | 2.5t                                                  |
| 固体 ロケット モータ | 真空比推力     | 274sec                                                | 292sec                                                | 301sec                                                | 301.7sec                                              |
| 固体 ロケット モータ | 平均真空推力   | 3760kN                                                | 1520kN                                                | 337kN                                                 | 82.8kN                                                |
| 固体 ロケット モータ | 有効燃焼時間   | 51sec                                                 | 62sec                                                 | 94sec                                                 | 89.8sec                                               |
| -                    | 誘導方式       | ストラップダウン方式光ファイバージャイロ/電波誘導方式 | ストラップダウン方式光ファイバージャイロ/電波誘導方式 | ストラップダウン方式光ファイバージャイロ/電波誘導方式 | ストラップダウン方式光ファイバージャイロ/電波誘導方式 |
| 制御システム         | ピッチ・ヨー   | 可動ノズル                                            | 可動ノズル                                            | 可動ノズル                                            |                                                       |
| 制御システム         | ロール         | 小型固体ロケットモータ                                | 小型固体ロケットモータ                                | サイドジェット                                        |                                                       |

### 3号機以降の仕様変更

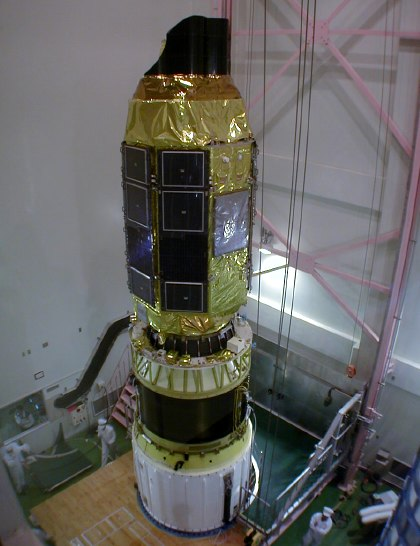
ASTRO-Eを乗せた4号機の第3段

1号機の打ち上げ後、そのままの性能では月・惑星探査を行う2, 3号機の要求を満たせないことが明かになった。これによって、2, 3号機以降では第3段モーターを120mm伸長し、推薬を約700kg増量する改良が行われた。他に、推薬に添加される球形Alの生産が終了したためにKM-V1に使用されているものと同じものに変更されている。1号機の第3段はM-34a、増強が行われた2号機以降の第3段はM-34bと呼ばれる。

### 5号機以降の仕様変更
第2段モーターがM-24からM-25に変更されている。構造においては、モーターケース材の高張力鋼からCFRPへの変更が行われ、構造重量を2割削減した上、M-34のケース材より強度の高い材質を使用している。これによってM-24の約2倍の燃焼内圧を実現し、推力が向上された。また、燃焼内圧の向上に伴いノズルは小型化され、第1段前部鏡板はFITH時の座屈防止のために板厚が4.3mmから5.5mmまで増厚されている。姿勢制御においてはLITVCからノズル自体を可動とし熱電池を用いて電動アクチュエータで駆動するMNTVCへの変更がなされている。また、第1段SMRCの4方向3機ずつ計12機削減とそれによる後部筒の軽量化、第1段と第2段をつなぐ1/2段接手の単純化、第2段と第3段をつなぐ2/3段接手の短縮化が施された。これらは主にコストダウンおよび高性能化を目的として以前より研究が進められていたものであり、4号機の打ち上げ失敗をきっかけとする変更ではない。4号機の失敗に起因する仕様変更は、第1段及び第3段ノズル材のグラファイトから3D-C/C複合材への変更のみである。なお、オプションのキックモーターKM-V2を使用した場合は、3段目を地球周回軌道に投入することができず、その代わり、正規状態（3段式）のカタログスペックである地球周回軌道投入能力1.85トンを上回る能力の発揮が可能である。
5号機以降での仕様変更は大幅なものであったために、欧米のWebサイトでは5号機以降のM-VロケットをM-V-IIやM-5(2)等と表記している場合がある。

### 7,8号機の仕様変更
7,8号機においてはH-IIAロケット6号機の打ち上げ失敗原因解析結果の水平展開として第1段に2機搭載されている指令破壊装置点火系計装の位置冗長化が図られた他、新たに耐熱保護カバーが設置された。

### 不採用技術
当初はM-24モーターのノズルとして外装伸展・展開スラット型高開口比ノズルを採用することも考えられていた。これは、M-34の伸展ノズルと同様に4機の自己投棄式ダブル・リバース・ヘリカルスプリング伸展機構によってモーター点火後にノズルを伸展させ、さらにノズル内圧によって8枚のスラットを花弁状に展開、エクジット・コーンを形成するというものであり、展開後のノズル出口径はM-Vの機体直径である2.5mを大幅に越えるものとなる構想であった。また、ノズルスロート材としては2D-C/C複合材を用いる予定もあった。
上記の伸展機構に関して1991年7月24日に能代ロケット実験場で真空燃焼試験が行われた。1/8スケールモデルが装備されたTM-250E/EECモーターが用いられ、点火4秒後にノズルが伸展、さらにその1秒後にスラットが展開され、燃焼は正常に終了した。しかし、伸展力の設定値が過小であったため伸展動作は万全ではなかった。この真空燃焼試験によって外装伸展・展開スラット型高開口比ノズルシステムの成立性は実証されたが、実機には採用されなかった。

## 実績

### グラフ
- 失敗
- 計画中止
- 成功

### 表
| 機体  | 打ち上げ日時 （JST） | 機体構成              | 状態      | 積荷                                           | 質量 (kg) | 軌道                | 備考                                                             |
| ----- | -------------------- | --------------------- | --------- | ---------------------------------------------- | --------- | ------------------- | ---------------------------------------------------------------- |
| 1号機 | 1997年2月12日13:50   | M-14 M-24 M-34a KM-V1 | 成功      | はるか （MUSES-B） 工学実験衛星 電波天文衛星   | 830       | 長楕円              |                                                                  |
| 2号機 | 未定のまま中止       | M-14 M-24 M-34b KM-V1 | 中止 展示 | LUNAR-A 月探査機                               |           |                     | 衛星は搭載予定であるペネトレーターの開発遅延などから2007年に中止 |
| 3号機 | 1998年7月4日03:12    | M-14 M-24 M-34b KM-V1 | 成功      | のぞみ （PLANET-B） 火星探査機                 | 540       | 長楕円 （火星周回） | 探査機は火星周回軌道投入断念                                     |
| 4号機 | 2000年2月10日10:30   | M-14 M-24 M-34b       | 失敗      | ASTRO-E （命名されず） X線天文衛星             |           | （投入できず）      | 第1段のノズル破損による速度不足により、墜落                      |
| 5号機 | 2003年5月9日13:29    | M-14 M-25 M-34b KM-V2 | 成功      | はやぶさ （MUSES-C） 工学実験衛星 小惑星探査機 | 510       | 太陽周回            |                                                                  |
| 6号機 | 2005年7月10日12:30   | M-14 M-25 M-34b       | 成功      | すざく （ASTRO-EII） X線天文衛星               | 1,700     | 円                  |                                                                  |
| 8号機 | 2006年2月22日06:28   | M-14 M-25 M-34b       | 成功      | あかり （ASTRO-F） 赤外線天文衛星              | 952       | 円 （太陽同期）     |                                                                  |
| 8号機 | 2006年2月22日06:28   | M-14 M-25 M-34b       | 成功      | Cute-1.7+APD 超小型衛星                        |           |                     | サブペイロード                                                   |
| 8号機 | 2006年2月22日06:28   | M-14 M-25 M-34b       | 成功      | SSP ソーラーセイル                             |           |                     | サブペイロード                                                   |
| 7号機 | 2006年9月23日06:36   | M-14 M-25 M-34b       | 成功      | ひので （SOLAR-B） 太陽観測衛星                | 900       | 円 （太陽同期）     |                                                                  |
| 7号機 | 2006年9月23日06:36   | M-14 M-25 M-34b       | 成功      | HIT-SAT 超小型衛星                             |           |                     | サブペイロード                                                   |
| 7号機 | 2006年9月23日06:36   | M-14 M-25 M-34b       | 成功      | SSSAT ソーラー電力セイル実証小型衛星           |           |                     | サブペイロード                                                   |
| 9号機 | 2010年予定のまま廃止 |                       | 計画中止  | PLANET-C （あかつき） 金星探査機 金星気候衛星  |           |                     | 衛星は2010年にH-IIAで打ち上げられた                              |

## M-Vロケットの廃止とイプシロンロケット

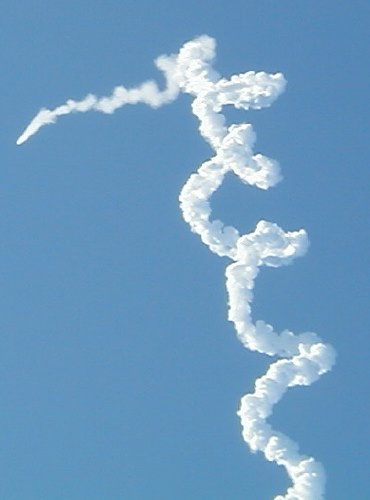
コースを外れていく4号機

JAXAは、ISASから引き継いだM-Vロケットと、NASDAから引き継いだH-IIA/H-IIBの2系統のロケットを維持・開発してきたが、M-Vを廃止して新型の固体燃料ロケットを開発するという報道が2006年3月になされた。その後、同年7月26日にはM-Vロケットの廃止が決定された。
この背景には、M-Vロケットの半分弱の能力を持つM-3SIIロケットを廃止したため、科学衛星をM-Vロケットの能力に合わせて開発してしまったことへの反省がある。M-VはICBMにも転用可能な性能を持っており、それに合わせた衛星は科学衛星としては大型かつ高価過ぎ、M-V自体の価格もあいまって、予算上の理由から衛星開発の間隔が延びざるを得ない。
ISASとしても、M-Vより小型で低価格のロケットを開発して、小型衛星を多数打ち上げたいという意向を持っていたため、M-Vロケットの1段目を省略して第2段からキックモータまでの3段式とし、ノーズフェアリングに集中させた電子装備を回収, 再使用する案（M-V Lite）や、第1段へのCFRP一体型モーターケースの採用や機体構成・製造プロセス・運用システムを見直し、搭載電子機器の統合・簡素化を行う案（M-VA）を模索していたところであった。また、8号機打ち上げ後の記者会見では森田プロジェクトマネージャーよりSRB-A流用とH-IIAとのコンポーネントの共通化によるコスト削減案を検討している旨が述べられている。
約75億円でペイロードが2t弱というM-Vの打上げ費用が、当時開発中だった規模が同程度のGXロケットより高いという問題もあった。しかし後に、そのGXロケットも1機の費用がM-VはおろかH-IIAより高くなる見通しになったため、開発が中止されている。
一方、H-IIAロケットと比較した場合、M-Vの方がペイロード重量あたり単価が高いため、衛星によってはH-IIAに相乗りして打ち上げた方が安いこともあり得る。
このような事情から2007年、H-IIAのSRB-Aを改造して1段目に使用し、2・3段目にはM-Vロケットの3段目と4段目を改良して使用することで低軌道に1.2tのペイロードを投入する案が採用され、「次期固体ロケット」の仮称で開発を開始した。当初、次期固体ロケットはまず2段式を開発し、オプションとして3段目を追加できるとしていた。この案ではペイロードが500kgと、M-Vに比べてあまりに貧弱であり、また比推力が液体ロケットより低い固体ロケットを2段式で使用するためきわめて非効率なロケットになってしまうため、次期固体ロケットへの批判とM-V存続（もしくはM-V Liteの開発）の声が巻き起こった。また、かつて同じようにSRBとMシリーズの上段を組み合わせたJ-Iロケットが事実上失敗したことも、次期固体ロケットを批判する材料になった。しかし次期固体ロケットの開発が進むにつれ、関係者が次期固体ロケットの意義を説明したこと、2段式案が消えて最初から3段式としたことなどから、批判の声は沈静化した。批判者の一人である松浦晋也は、M-Vの廃止は旧科学技術庁の官僚が傍系の「東大ロケット」の末裔であるM-Vを嫌った結果であり、その結果文科省への不信を生んだとする見方を示している。2010年4月、JAXAは次期固体ロケットの名称を「イプシロン (Ε)」とすることを発表した。
なお、M-Vロケットの廃止に伴って内之浦宇宙空間観測所の閉所と種子島宇宙センターへの集約も検討されたが、イプシロンロケットの打ち上げを内之浦で行う方向で検討が進められ、2012年に内之浦での打ち上げが正式決定された。イプシロンロケット1号機は2013年9月14日に内之浦宇宙空間観測所から人工衛星（衛星軌道投入後に「ひさき」と命名）の打ち上げに成功した。
以下に、M-Vロケットと他のロケットとの費用比較を掲げる。
|                         | 低軌道打ち上げ能力 | コスト                | 低軌道1t当たりの価格  | 射場作業日数 |
| ----------------------- | ------------------ | --------------------- | --------------------- | ------------ |
| M-Vロケット             | 1.85t              | 75億円*1              | 約41億円*1            | 47日         |
| イプシロンロケット      | 1.2t               | 25 - 30億円（予定）*1 | 21 - 25億円（予定）*1 | 7日（予定）  |
| H-IIAロケット 202型機体 | 10t                | 85億円                | 8.5億円               | 約20日       |

*1 ロケットの製造と輸送・打ち上げ費用を含む
つまりイプシロンはM-Vに比べ搭載能力で6割、費用で半分以下、所要日数では遥かに短縮出来る。
イプシロンロケットは開発費用に200億円を予定しているが、年間1機の打ち上げを想定した場合、イプシロンロケットはM-Vより年45 - 50億円安くなることになる。これと小型低価格の科学衛星を組み合わせることで、科学衛星1基あたりの経費を半減し、開発間隔を短縮することを狙っている。

## 実機展示

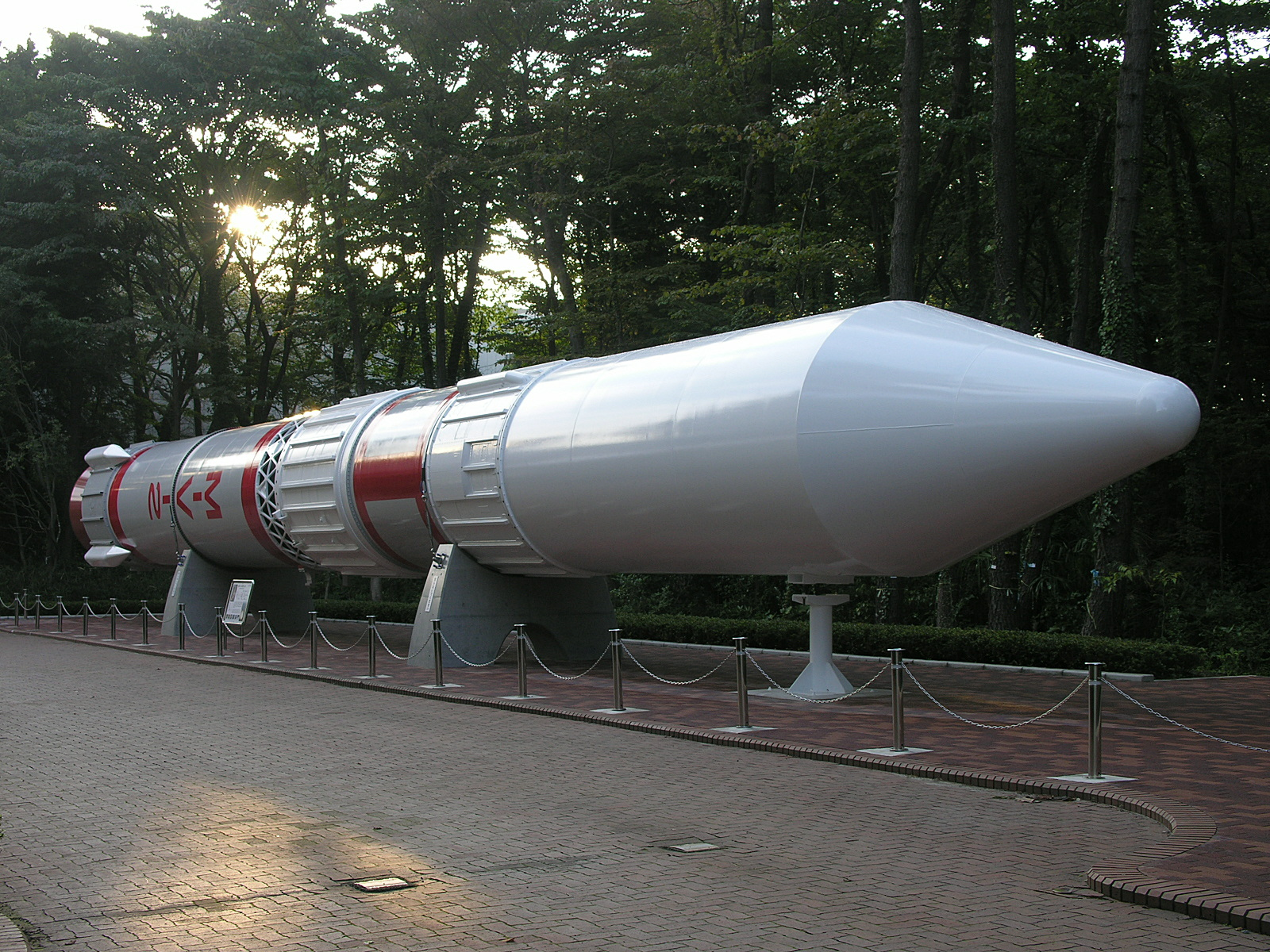
M-Vロケット実機展示（ISAS相模原キャンパス）

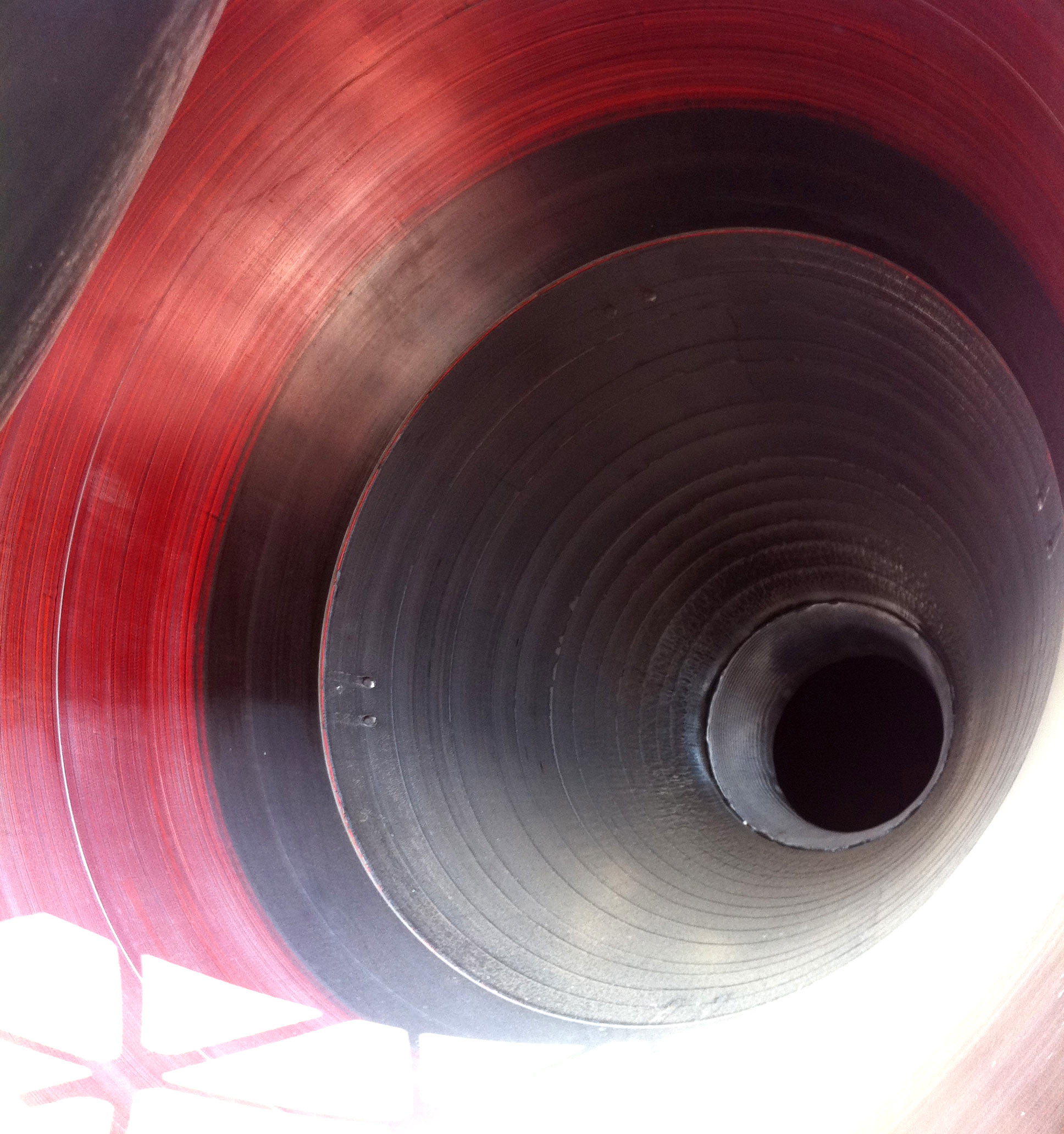
第二段ノズル内部。燃焼試験に用いられたため焦げている。

2008年10月11日以降、ISAS相模原キャンパスにおいてM-3SIIロケット実物大模型の向かい側にM-Vロケット2号機の実機展示が行われている。第2段には2008年3月に行われた燃焼試験に用いられた2号機の第2段が用いられている。しかし、第1段は6号機に流用された為に残っておらず、廃止決定前に生産が始まっていた9号機のものが流用されている。また、ノーズフェアリングには実物大模型を用いている。これは、実物のノーズフェアリングには耐熱・断熱材としてコルクが使われており、雨に弱く、野外展示に向かないことによる。

## その他補足事項
M-Vの信頼性確保という観点で、衛星打ち上げ時のフェアリング内部と外部の気圧差による動作不良などが発生しない事を事前に検証するため、2004年2月まで富士通のVPP-800/12が、3月からNEC製のスーパーコンピュータ（HPC）SX-6の複数ノード構成によるシミュレータが稼動していた。これらのシミュレータを利用する事によりコスト低減が図られるものと予想されていたが、結果的にM-Vの運用は終了となってしまった。
M-Vは全段固体燃料のロケットとして見た場合には、「搭載衛星に合わせた微調整がなされる半カスタムメイド品」的な側面はあるものの、概して「高精度な打ち上げが可能な固体燃料ロケット」として認識されている。そのためにアメリカから「固体燃料ロケットの技術開発のために」という名目で、伸張ノズル、ロケットモーター本体、誘導装置などのM-Vロケットに特徴的な設計や技術の提供を打診されたことがあるが、日本政府およびISASは「技術開発と学術研究を目的として開発しているロケットが軍事転用される可能性が非常に高い」という理由のため断っている。なお、H-IIやH-IIAロケットのLE-7シリーズエンジンや慣性誘導装置でも同様の事例がある。
さらに大型固体燃料ロケットの開発中止（凍結という話もある）の決定的な理由としては、行政改革に伴う予算削減の中において、新規ロケット開発の開発予算を計上することは非常に難しいことが財務当局及び国会において指摘されたこと、加えて、ロケット開発予算を減らし、その分を衛星開発費に振り向けることによって、高度な惑星探査や科学探査に必要な機材を開発することが、宇宙計画審議会及び宇宙航空研究開発機構理事会で決定されたためである。